# Кардонвиль
Кардонви́ль (фр. Cardonville) — коммуна во Франции, находится в регионе Нижняя Нормандия. Департамент коммуны — Кальвадос. Входит в состав кантона Изиньи-сюр-Мер. Округ коммуны — Байё.
Код INSEE коммуны — 14136.

## Население
Население коммуны на 2010 год составляло 105 человек.
| 1962 | 1968 | 1975 | 1982 | 1990 | 1999 | 2010 |
| ---- | ---- | ---- | ---- | ---- | ---- | ---- |
| 84   | 82   | 79   | 66   | 62   | 78   | 105  |

## Экономика
В 2010 году среди 62 человек трудоспособного возраста (15—64 лет) 41 были экономически активными, 21 — неактивными (показатель активности — 66,1 %, в 1999 году было 49,1 %). Из 41 активных жителей работали 37 человек (23 мужчины и 14 женщин), безработных было 4 (2 мужчин и 2 женщины). Среди 21 неактивных 3 человека были учениками или студентами, 5 — пенсионерами, 13 были неактивными по другим причинам.